# استان مرکزی (سری‌لانکا)
استان مرکزی (මධ්‍යම පළාත) یکی از استان‌های کشور سری‌لانکا است که در مرکز کشور واقع شده‌است،مرکز این استان شهر کندی است.

## خصوصیات
این استان ۵٬۶۷۴ کیلومتر مربع مساحت و جمعیت آن ۲٬۵۵۸٬۷۱۶ تن می‌باشد